# فكر بشكل اكبر (متجر)
فكر بشكل اكبر كان أحد متاجر البيع بالتجزئة الذي تم الإعتراف به رسميًا عام 1979 في مدينة نيويورك، وفي عام 1994 تم اغلاقه.

## تاريخ
كان المتجر مِلكاً لصديقين مقربين، وهما الفنانة فيليس برينز ورجل الأعمال روبرت مالكين. عارض الشغوفين  فيليس وروبرت محبي جمع القطع الضخمة العتيقة نصائح اصدقائهم والخبراء، وافتتحا متجرهم رغم جميع الانتقادات التي واجهتهم. فبدأ خط الإنتاج الخاص بهم بعرض بسيط من أقلام رصاص عملاقة بطول 6 أقدام بنسخ مطابقة للنسخ الأصلية وهي أقلام تلوين عملاقة بطول 5 أقدام من صنع شركة كرايولا.
حقق  الصديقين فيليس وروبرت نجاحًا كبيرًا وتوسعوا إلى مفهوم البيع بالتجزئة على مستوى البلاد. وتطور خط إنتاج فكر بشكل اكبر ليقدم أكثر من 100 مجسم ضخم يقارب حجم الإنسان واكبر. ومع النجاح المبهر لمبيعات الكتالوجات خلال الثمانينات ومع انتشار اسلوب فن البوب بدأ الصديقين بإفتتاح عدة فروع  في جميع انحاء البلاد. فتصدرت ابداعاتهم المميزة العديد من الأفلام ومنها  فيلم  Forrest Gump وفيلم Big وكلاهما من بطولة توم هانكس.
نجحت متاجر فكر بشكل اكبر نجاحا مبهرا في الثمانينيات، عندما أصبح المجتمع يهتم بالجماليات بشكل كبير، كما انشأت شركات أخرى مثل سواتش، نسخا هزلية ضخمة من بضاعتها. وفي أوائل التسعينيات كان اغنى التجار هم تجار البيع بالتجزئة، وكانت تباع اعمالهم للمعارض الفنية الراقية، مثل، معارض مارتن لورانس.
جذب المعرض اهتمام العديد من عشاق فن البوب من خلال احتوائه على العديد من مجموعات آندي وارهول وروي ليختنشتاين الفنية الضخمة. ومع ذلك، بدأت فروع متجر فكر بشكل اكبر بالتقلص شيئًا فشيئ، حيث خضعت مواقع البيع بالتجزئة للإيجار المرتفع وزيادة تكلفة إنتاج الكتالوجات.
بحلول عام 1994، تم إغلاق جميع فروع متجر فكر بشكل اكبر بواسطة معارض مارتن لورانس. وتضاءلت مجموعة معرض فن وارهول بسبب تراجع الاقتصاد. أرسل معرض فكر بشكل اكبر الكتالوج الأخير عام 1994 وأعاد التركيز على توسيع مجموعته من الفن الراقي لتتضمن مجموعة متنوعة من الأعمال الفنية المطبوعة.
بعد ما يقارب 5 سنوات من ثبات الأرباح، تم تجديد خط إنتاج فكر بشكل اكبر بسبب التطور السريع للإنترنت، واصرار جيف برويت بتأسيس موقع GreatBigStuff، وهو موقع الكتروني للبيع بالتجزئة متخصص فقط ببيع الإصدارات كبيرة الحجم من الأشياء اليومية. وبحلول عام 2001، وجدَ بروتي موقع المدير التنفيذي السابق لمعرض لمارتن لورانس حيث كان يملك كل مخزون متجر فكر بشكل اكبر المتبقي من عام 1994 وقام بإعداد اتفاقية تنص على تبادل ثلاثة من اشياء وراهول الشخصية التي يمتلكها بروتي مقابل كل المخزون المتبقي لمتجر فكر بشكل اكبر، ومنذ ذالك الحين اعادت شركة GreatBigStuff تصميم وإحياء العديد من منتجات فكر بشكل اكبر الأصلية.